# Myrmophilellus
Myrmophilellus is een geslacht van rechtvleugeligen uit de familie mierenkrekels (Myrmecophilidae). De wetenschappelijke naam van dit geslacht is voor het eerst geldig gepubliceerd in 1940 door Uvarov.

## Soorten
Het geslacht Myrmophilellus omvat de volgende soorten:
- Myrmophilellus meneliki Reichensperger, 1913
- Myrmophilellus pilipes Chopard, 1928